# 1999 GS46
1999 GS46 est un objet transneptunien faisant partie des cubewanos. 

## Caractéristiques
1999 GS46 mesure environ 190 km de diamètre.